# Georg Andreas Speck

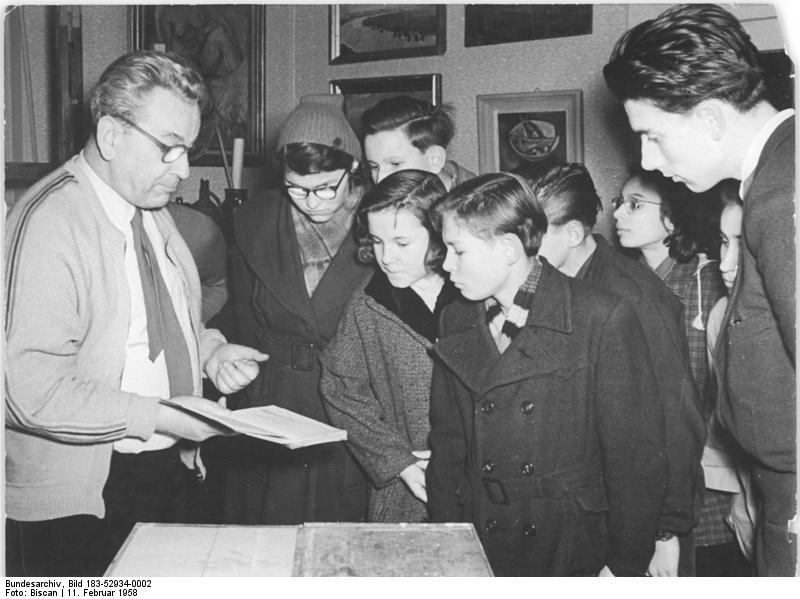
Georg Andreas Speck (links) mit Schülern in seinem Atelier, 1958

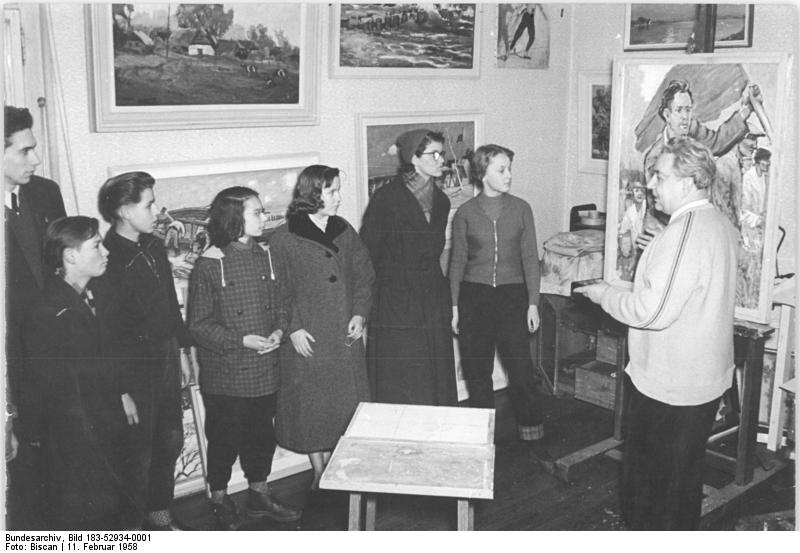
Georg Andreas Speck (rechts)

Georg Andreas Speck (* 28. April 1904 in Magdeburg; † 1978 ebenda) war ein deutscher Maler und Grafiker.

## Leben und Werk
Speck absolvierte nach dem Schulbesuch von 1918 bis 1922 eine Handwerkerlehre, besuchte anschließend bis 1924 die Kunstgewerbe- und Handwerkerschule in Magdeburg und studierte danach an der Akademie für Buchgewerbe und Graphik in Leipzig unter anderem bei Hans Soltmann und Paul Horst-Schulze.
Ab 1927 arbeitete er in der Landwirtschaft. Von 1931 bis 1932 war er als Reklamezeichner tätig.
In der Zeit des Nationalsozialismus war Speck obligatorisches Mitglied der Reichskammer der bildenden Künste, und er konnte sich an Ausstellungen beteiligen. Er nahm als Soldat der Wehrmacht am Zweiten Weltkrieg teil und war in dieser Zeit 1942 auch auf mindestens einer Ausstellung vertreten.
Zumindest Ende der 1930er Jahre lebte er an der Adresse Königstraße 17, der heutigen Walter-Rathenau-Straße, im Magdeburger Stadtteil Alte Neustadt.
Nach dem Kriegsende  war er an allen wichtigen Kunstausstellungen des Verbands Bildender Künstler Deutschlands, Region Magdeburg, vertreten. Er lebte in Magdeburg an der Adresse Toepferspark 16 im Stadtteil Stadtfeld Ost und nach 1958 in Berlin. Speck schuf nach 1945 neben seinen freien Arbeiten auch baugebundene Werke, unter anderem ein Wandbild im Magdeburger Hauptbahnhof. Speck war Mitglied des Verbands Bildender Künstler der DDR und erhielt 1967 im Wettbewerb Das neue Berlin einen Preis.

## Werke (Auswahl)
- Der Tag fängt an (Öl, 1952)[3][4]

- Schiffswerft in Marseille (Öl, 85 × 110 cm; auf der Vierten Deutsche Kunstausstellung)[5]

## Ausstellungen (unvollständig)

### Teilnahme an Ausstellungen in der Zeit des Nationalsozialismus
- 1937: Magdeburg, Kaiser-Friedrich-Museum (Kunstausstellung des Hilfswerks für die deutsche bildende Kunst in der NS-Volkswohlfahrt)
- 1938: Magdeburg, Kunstverein („Ausstellung von Gemälden und Bildwerken von Künstlern aus dem Gau Magdeburg-Anhalt“)
- 1940: Halle/Saale, Städtisches Moritzburg-Museum („Junges Kunstschaffen der Gaue Halle-Merseburg, Magdeburg-Anhalt und Thüringen“)

### Teilnahme an zentralen und wichtigen regionalen Ausstellungen in der sowjetischen Besatzungszone bzw. der DDR (unvollständig)
- 1946: Magdeburg, Magdeburger Museen („Ausstellung der bildenden Künstler des Bezirks Magdeburg“)[6]

- 1958: Dresden, Vierte Deutsche Kunstausstellung
- 1960 und 1975: Berlin, Bezirkskunstausstellungen
- 1977: Weimar, Kunsthalle am Theaterplatz („Das Aquarell in fünf Jahrhunderten. Schätze der Kunstsammlungen zu Weimar“)